# 国民革命军第十八集团军第115师
国民革命军第十八集团军第115师曾短暂称为国民革命军第八路军第115師，简称八路军第115师，1937年8月由红一方面军改编，是八路军三个主力师之一，先后参加创建晋察冀、晋西南与晋冀豫及山东等抗日根据地。
1937年8月22日，中国工农红军根据第二次国共合作相关协议改编为国民革命军第八路军。25日，中共中央军委发布改编命令，由紅一方面軍第1、第15军团及红军第74师改編成国民革命军第八路军第115师，下轄第343旅、第344旅、獨立團、隨營學校。師長為林彪，副師長聶榮臻，參謀長周昆，政訓處主任羅榮桓，副主任蕭華。全师共1.55万人。由于是原紅一方面軍的缩编，成立教导队，负责安排编余干部。1937年10月22日，中共中央军委决定在八路军中恢复政治委员制度，恢复师旅政治部、团政治处建制。任命聂荣臻为第115师政治委员（后任罗荣桓），罗荣桓任师政治部主任。
对日著名战例是在1937年9月配合國民革命軍友军在平型關伏击日军辎重队，即平型关战斗。

## 战斗序列

### 第343旅
第343旅旅长陈光、副旅长周建屏、参谋长陈士榘；
- 第685团团长杨得志、副团长陈正湘、政训处主任邓华、副主任王麓水、吴法宪、参谋长彭明治
  - 一营营长刘德元（1910年出生，参加宁都起义，1942年2月作战牺牲）、副营长胡炳云
  - 二营营长曾国华、教导员袁子清、副营长陈祖林、参谋长杨承德
  - 三营营长梁兴初
    - 连长杨西彬
- 第686团团长李天佑、副团长杨勇、政训处主任符竹庭、参谋长彭雄
  - 一营长张仁初
  - 二营长杨尚儒
  - 三营长邓克明

### 第344旅
第344旅由原红十五军团班底组成，旅长徐海东、政委黄克诚、参谋长陈漫远；
- 第687团团长张绍东、副团长韩振纪、赵凌波、田守尧、常玉清、参谋长兰国清、政训处主任崔田民、谭甫仁
  - 一营长
  - 二营长颜东山
  - 三营长汪家道
- 第688团团长陈锦绣、副团长韩先楚、政训处主任刘震、副主任吴信泉、参谋长卢绍武
  - 一营长刘国清，1938年1月22日作战牺牲；
    - 一连指导员：黄薇

  - 二营长王德荣，1941年9月在淮北叛变投敌；
  - 三营长徐体山
- 第689团（1937年底组建）：团长韩先楚、政委崔田民、参谋长胡继成

### 独立团
团长杨成武、政训处主任罗元发、参谋长熊伯涛
- 一营营长曾保堂、教导员张文松、副营长袁升平
- 二营营长季光顺(1940年8月牺牲)、教导员张襄国、副营长肖思明
- 三营营长黄寿发、教导员李水清、副营长邱蔚

### 第115师随营学校
校长孙毅

### 115师补充团
37年底组建。团长彭雄、政委符竹庭

### 115师骑兵营
营长刘云彪、参谋长李钟奇
二连指导员蔡顺礼（不久任骑兵营教导员）

## 发展
鉴于华北日军南下进攻徐州，后方空虚，毛泽东即命115师立即开始创立根据地的战略任务。
聂荣臻和罗荣桓各领一部兵力分赴华北和山东，其中聂荣臻以115师独立团（团长杨成武）及师骑兵营为基础，发展为八路军除陕甘宁之外最大的一块根据地晋察冀根据地；1938年11月，政委罗荣桓与代师长陈光率师机关和第686团组成的东进支队从晋西出发，于1939年3月进入山东，同八路军山东纵队会合发展为山东军区。1943年3月，罗荣桓被中央军委任命为115师政委、代师长，山东军区司令员兼政委。1945年9月向东北挺进。115师344旅改为八路军第5纵队，由黄克诚指挥南下皖北苏北，后改编为新四军第3师，1945年挺进东北后，改编为东北民主联军第2纵队、第6纵队第16师、西满军区。